# ماتئو مونتاگوتی
ماتئو مونتاگوتی (ایتالیایی: Matteo Montaguti؛ زادهٔ ۶ ژانویهٔ ۱۹۸۴) دوچرخه‌سوار اهل ایتالیا است.

## باشگاهی
از باشگاه‌هایی که در آن رکاب زده‌است می‌توان به آژ۲آر لا موندیال و تیم دوچرخه‌سواری سوپر بتن اشاره کرد.